# Swieqi
Swieqi es uno de los sesenta y ocho consejos locales que conforman la actual organización territorial de la República de Malta, la cual entró en vigencia en el año 1993.

## Territorio y demografía
La superficie de este consejo local maltés abarca localidades: Madliena una extensión de territorio de unos 3,1 kilómetros cuadrados de superficie. La población de esta división administrativa se encuentra compuesta por un total de 8.208 personas (según las cifras que arrojaron el censo llevado a cabo en el año 2002). Mientras que su densidad poblacional es de 2.648 habitantes por cada kilómetro cuadrado aproximadamente.

## Galería
|                        |
| Calle Triq il-Fortizza |

|                   |
| Letrero de Swieqi |

|                         |
| Mapa de Swieqi en Malta |

|                           |
| Grupo deportivo de Swieqi |